# Ri Myong-dok
Ri Myong-dok (1º febbraio 1984) è un calciatore nordcoreano, portiere del Pyongyang City.